# Южноавстралийская ворона
Южноавстралийская ворона (лат. Corvus mellori) — вид птиц из рода во́ронов.

## Описание
Эта ворона полностью чёрная, включая ноги и клюв, перья у основания окрашены серым. Радужка глаз — белая, как и у остальных видов ворон, населяющих Австралию и некоторых островных видов к северу. Бородка на горле выражена не ярко, крылья длинные.
Хотя южноавстралийская ворона получила своё латинское название в 1912 году, только в 1967 году её определили как отдельный вид, а не подвид Австралийской вороны (C. coronoides)
Mellori и Coronoides отличаются размером, южноавстралийская ворона немного меньше (около 48-50 см в длину), клюв меньше и тоньше, больше изогнут, звуки, которые она издаёт короче, меньше напрягает горло при крике.
В сравнении с австралийской вороной, более социальна, часто сбивается в крупные стаи, облетая открытые пространства в поисках пищи. Ареал южноавстралийской вороны частично заходит на ареал австралийской вороны, но ареал последней распространяется гораздо дальше.

### История вида
- 2008 — Низкий риск
- 2004 — Низкий риск
- 2000 — Низкий риск/Находятся под наименьшей степенью угрозы
- 1994 — Низкий риск/Находятся под наименьшей степенью угрозы
- 1988 — Низкий риск/Находятся под наименьшей степенью угрозы

Причины, по которым этот вид не может быть причислен в статусу уязвимого:
- Этот вид обладает большим ареалом (критерий уязвимости — <20000 квадратных км).
- Популяция достаточно стабильна, поэтому тоже не проходит критерии уязвимости (процент смертности не более 30 % в течение десяти лет или трёх поколений).
- Общая численность популяции не была установлена, но под порог уязвимости по критерию численности южноавстралийская ворона тоже не походит (критерием является численность популяции <10 000 взрослых особей, с продолжающимся снижением > 10 % в течение десяти лет или трёх поколений)

Таким образом южноавстралийская ворона отнесена к видам, находящимся под наименьшей степенью угрозы.

## Среда обитания
Населяет кустарниковые низины, земледельческие угодья, пастбища, встречается от лесистых местностей до лишённых деревьев равнин, на побережье и на окраинах городов.

## Распространение
Южноавстралийская ворона является эндемиком Австралии.
Ареал её обитания покрывает юго-восточную часть Австралии, с самого юга Южной Австралии, штата Виктория и Новом Южном Уэльсе, исключение составляет Джиппсленд, где господствует Тасманийский ворон. Также встречается на острове Кенгуру и острове Кинг.
Встречается в таких крупных городах как Сидней, а теперь и в городе Камден (англ. Camden).

## Питание
Рацион этой вороны тяготеет к пище растительного происхождения, например овощи, в отличие от своего соседа coronoides. Кормится большую часть времени на земле, однако, возможно, южноавстралийская ворона всеядна как и все вороны, в определённых условиях.

## Гнездование

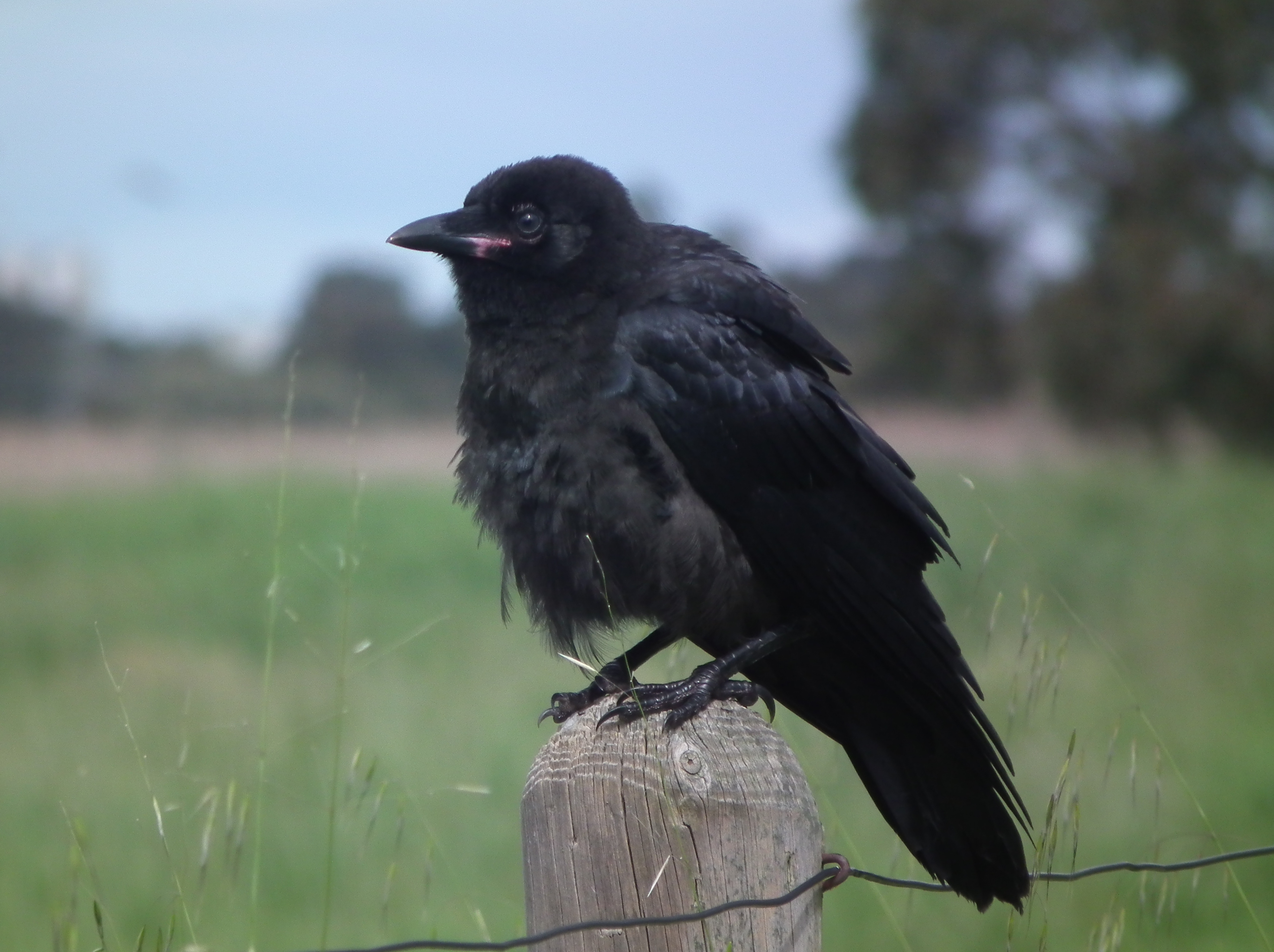
молодая южноавстралийская ворона

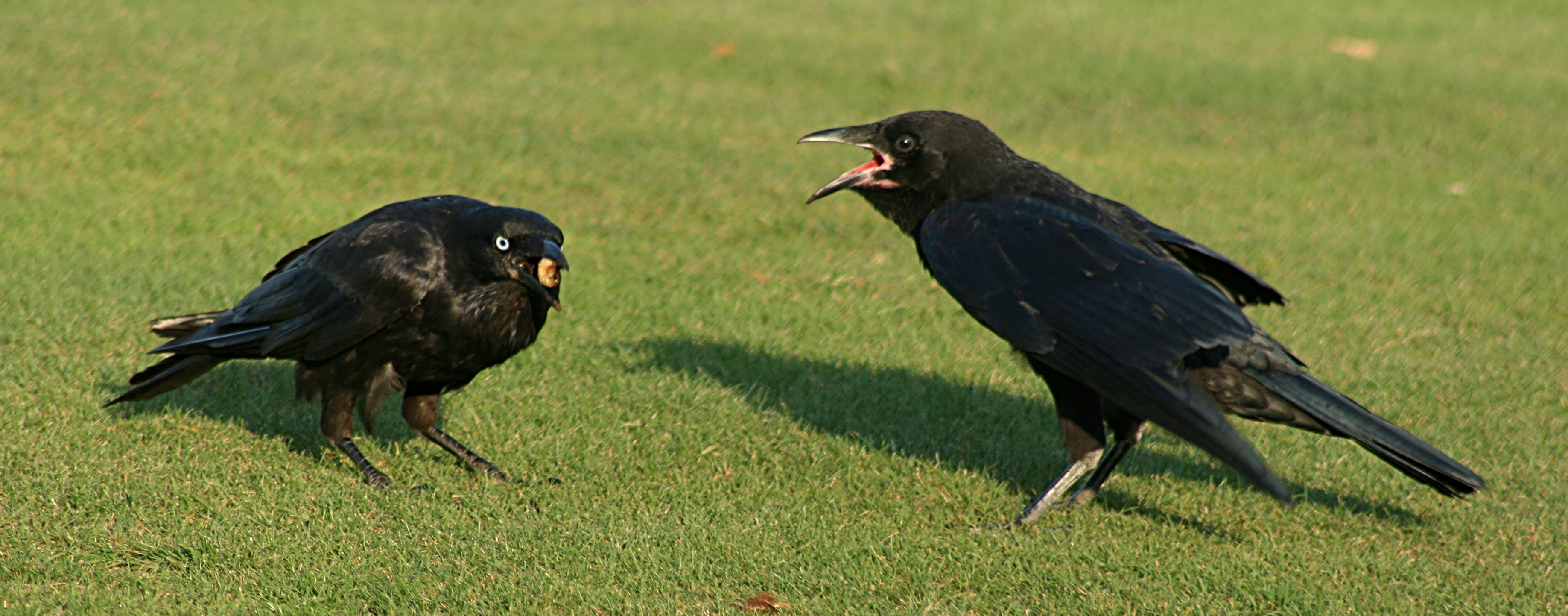
Подросток(справа) просит, чтобы его покормили, у своей матери(слева)

Гнездятся колониями по 15 пар, располагая гнёзда на расстоянии нескольких метров друг от друга. Известно, что южноавстралийские вороны нередко могут располагать свои гнезда рядом с гнёздами австралийской вороны.
По форме гнездо напоминает узкую чашу. Плотная подстилка делается из слоёв палочек, коры, травы и волокон (например, шерсти).
Обычно гнёзда расположены довольно низко к земле (менее 10 метров), как правило в развилке ветвей, предпочитают селиться за пределом шапки листвы (на краю веток, дальше от ствола).
У молодняка коричневая радужка, которая сохраняется в течение двух лет, затем на третьем году жизни становится белой.

## Голос
Звук, издаваемый этой вороной, похож на грубое, гортанное «кар-кар-кар-кар» или «арк-арк-арк-арк». Южноавстралийская ворона способна также создавать разные по тональности звуки за счёт быстрых усиливающихся хлопков крыльями.